# NGC 6113
NGC 6113 este o galaxie lenticulară situată în constelația Hercule. A fost descoperită în 19 iunie 1887 de către Lewis A. Swift. Se află la o distanță de 129,1 de megaparseci de Pământ.